# Architectonicidae
Architectonicidae (nomeadas, em inglês, sundial -sing.; na tradução para o português, "disco-solar") é uma família de moluscos gastrópodes marinhos de conchas orbiculares (em forma de círculo), de espiral baixa e umbílico amplo, classificada por John Edward Gray, em 1850, e pertencente à subclasse Heterobranchia. Sua distribuição geográfica abrange os oceanos tropicais e subtropicais da Terra, em águas rasas, na areia, com espécies, geralmente minúsculas e incolores, ocorrendo na zona batipelágica.

## Descrição
Além de compreender, em sua totalidade, caramujos de conchas orbiculares, de espiral baixa e com umbílico amplo, lateralmente cônicas, os Architectonicidae são caracterizados por sua base plana, abertura angular-subquadrada e pela direção de seu enrolamento se modificar, durante a ontogênese: a concha embrionária, ou protoconcha, se apresenta dirigida para baixo e se inverte ao longo do crescimento, sendo denominada heterostrófica. Escultura de costelas em espiral, lisas ou frisadas. Opérculo córneo, com uma projeção em forma de cavilha. Animal com pé largo, oval, dotado de olhos em seus tentáculos. Esta família pode, ainda, nos  representantes menores, apresentar gêneros com concha de superfícies verrucosas (Pseudotorinia, Solatisonax) e com conchas de espiral achatada (Pseudomalaxis, Spirolaxis), incluindo espécies cujas voltas não se tocam (Spirolaxis).

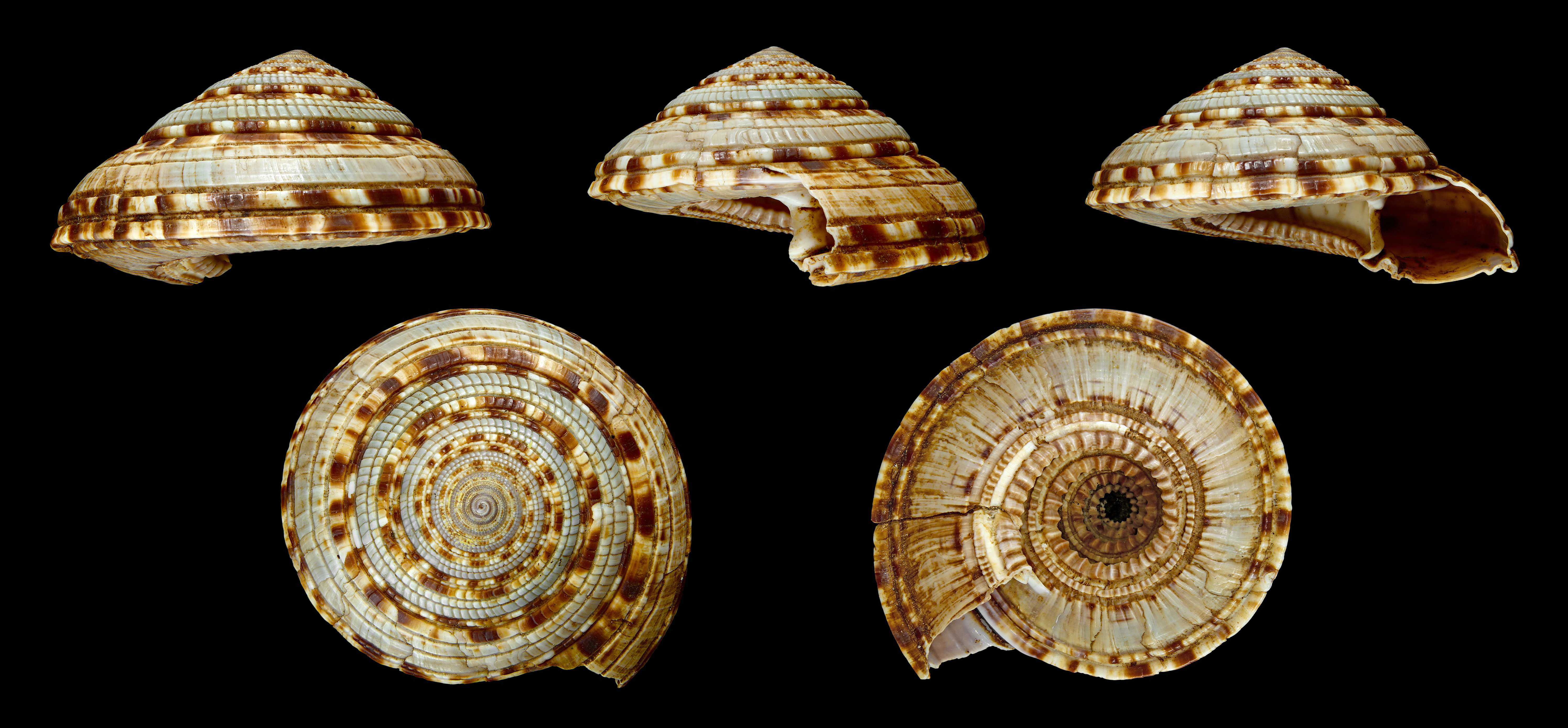
Cinco vistas da concha de Architectonica maxima (Philippi, 1849),[16] espécime do Indo-Pacífico. Alcançando mais de 8 centímetros de diâmetro, este é o maior membro da família Architectonicidae.

## Alimentação
Os moluscos Architectonicidae se alimentam de vermes e anêmonas-do-mar, ocasionalmente corais.

## Classificação deArchitectonicidae: gêneros viventes
De acordo com o World Register of Marine Species, suprimidos os sinônimos e gêneros extintos.
Adelphotectonica Bieler, 1987
Architectonica Röding, 1798
Basisulcata Melone & Taviani, 1985
Discotectonica Marwick, 1931
Granosolarium Sacco, 1892
Heliacus d'Orbigny, 1842
Philippia Gray, 1847
Pseudomalaxis P. Fischer, 1885
Pseudotorinia Sacco, 1892
Psilaxis Woodring, 1928
Solatisonax Iredale, 1931
Spirolaxis Monterosato, 1913